# عوبيد
عوبيد وهو شخصية توراتية وحسب أسفار الكتاب المقدس هو ابن بوعز وزوجته راعوث الموآبية، وهو والد يسي، وجد داود. تم تسميته كواحد من أجداد يسوع في الأنساب المسجلة في إنجيل متى، وإنجيل لوقا.